# Gyrwas
Gyrwas je ime za anglosasko stanovništvo the Fensa. Dijelilo ih se na sjevernu i južnu skupinu. Spominje ih dokument Tribal Hidage (usporedi hide (mjerna jedinica)); u svezi s imenom Jarrow. Jedno su od malih kraljevstava anglosaske Engleske.
Kroničar Peterborouške opatije iz 12. stoljeća Hugo Kandid (eng. Hugh Candidus) opisuje osnivanje opatije na zemlji Gyrwasa, pod imenom Medeshamstede. Medeshamstede je očito bio na teritoriju Sjevernih Gyrwasa. Hugo Kandid objašnjava Gyrwas, koje koristi u prezentu, u značenju naroda "koji obitava u močvarnom tresetištu (fen-u)... budući da je duboko tresetište na saskom jeziku zvano Gyr". Zemlje Južnih Gyrwasa obuhvaćale su i Ely. Eteldreda je osnovala samostan Ely poslije smrti supruga Tondberhta. Opisan je u djelu Bede Časnog Crkvenoj povijesti naroda Angla kao "kraljević Južnih Gyrwasa". Beda je također opisao dunwichkog biskupa Tomu, u Istočnoj Angliji, kao onog "iz pokrajine naroda Gyrwasa", i đakona svog prethodnika Feliksa.